# Ylli Bufi
Ylli Sokrat Bufi (* 25. Mai 1948 in Tirana) ist ein albanischer Politiker (PS).

## Leben
Nach dem Schulbesuch studierte er an der Naturwissenschaftlichen Fakultät der Universität Tirana Chemieingenieurwesen und schloss dieses Studium 1972 mit einem Doktor der Naturwissenschaften ab. Im Anschluss war er zunächst als Chemieingenieur in der Erdölförderung und danach von 1976 bis 1982 bei einem Nahrungsmittelunternehmen in Fier tätig. Anschließend war Bufi zwischen 1982 und 1983 Mitarbeiter des Komitees für Wissenschaft und Technik.
Zwischen 1983 und 1990 war er Vizeminister für Leicht- und Nahrungsmittelindustrie in der Regierung von Ministerpräsident Adil Çarçani, der ihn danach zum Minister für Nahrungsmittelindustrie berief. Dieses Amt hatte er auch in der nachfolgenden Regierung von Premierminister Fatos Nano seit Februar 1991 inne.
Nach dem Rücktritt von Nano wurde Bufi, der Mitglied der Sozialistischen Partei Albaniens (PS) ist, am 5. Juni 1991 dessen Nachfolger als Premierminister Albaniens. Im August 1991 akzeptierte er italienische Hilfe für Albanien, worauf die Operation Pelikan gestartet wurde. Nach sechsmonatiger Amtszeit übergab er das Amt des Premierministers am 10. Dezember 1991 an Vilson Ahmeti.
Von 1992 und 1996 war er Vorsitzender des Ausschusses für Industrie, Handel und Verkehr des Albanischen Parlaments (Kuvendi i Shqipërisë). Zwischen März und Juli 1997 war er als Berater von Premierminister Bashkim Fino tätig, ehe er von Juli 1997 bis Oktober 1999 Minister für öffentliche Wirtschaft und Privatisierung in den Regierungen von Fatos Nano und Pandeli Majko war.
Später war er von 2001 bis 2005 Vorsitzender des Parlamentsausschusses für Wirtschaft, Finanzen und Privatisierung sowie zeitgleich von 2002 bis 2005 Mitglied des Ausschusses zur Überprüfung und Umsetzung der Empfehlungen der OSZE.
Seit September 2005 ist Bufi Stellvertretender Vorsitzender der PS sowie Vorsitzender des Parlamentsausschusses für Produktion, Handel und Umwelt.